# Jeane Dixon
Jeane L. Dixon (5 de enero de 1904 – 25 de enero de 1997) fue una conocida astróloga y supuesta vidente estadounidense del siglo XX, famosa debido a sus columnas de astrología en periódicos, sus predicciones publicadas, o su biografía.

## Niñez y juventud
Nacida como Lydia Emma Pinckert, hija de los inmigrantes alemanes Gerhart y Emma Pinckert, en Medford (Wisconsin), pero criada en Misuri y California. Su nacimiento se reporta en 1918 aunque ella en una ocasión afirmó que fue en 1910 durante un proceso legal. Una investigación del periódico National Observer, quien entrevistó a sus familiares y examinó los registros oficiales, concluyó que fue en 1904.
En el sur de California, su padre poseía un negocio de automóviles junto con Hal Roach, un productor y director de cine y televisión. Dixon dijo que mientras se criaba en California en una ocasión una "gitana" le dio una bola de cristal y le leyó la mano, diciéndole que sería una famosa "vidente" y aconsejaría a gente poderosa. Se casó con James Dixon, un divorciado, en 1939 y permaneció con él hasta su muerte sin procrear hijos. Su esposo fue un distribuidor de automóviles y luego se dedicó al negocio de bienes inmuebles en Washington D. C.. Dixon trabajó junto con él durante muchos años como presidente de la empresa.

## Carrera como vidente
Dixon supuestamente predijo el asesinato del presidente John F. Kennedy. El 13 de mayo de 1956, en la Parade Magazine escribió que la elección de 1960 sería "ganada por un demócrata" y que sería "asesinado o moriría en funciones". Ella luego predijo que "en la elección de 1960, Nixon sería el vencedor", y que "JFK" perdería. En 1956 anunció que el presidente sería también "asesinado o muerto en funciones", aunque no necesariamente en su primer mandato.
En 1965 predijo que "En este siglo un papa será herido corporalmente. Después que esto ocurra, la cabeza de la Iglesia llevará otra insignia..." En parte esta predicción se cumplió, ya que en 1981 Juan Pablo II fue herido en un atentado perpetrado por Mehmet Ali Agca.
Dixon fue autora de siete libros, entre ellos su autobiografía, un libro de horóscopo para perros y cocina astrológica. Pese al haberse casado con un divorciado y sus supuestas habilidades para la adivinación ella se declaraba como devota católica al afirmar que sus poderes provenían de Dios.
Tanto Richard Nixon como Nancy Reagan fueron seguidores de sus predicciones.

## Efecto Dixon
John Allen Paulos, un matemático de la Temple University, acuñó el término "el efecto Jeane Dixon", que hace referencia a una tendencia a promover unas pocas predicciones correctas mientras se ignora una gran cantidad de predicciones incorrectas. Muchas de las profecías de Dixon fueron demostradas falsas, tales como una disputa en las islas de Quemoy y Matsu las cuales desencadenarían la Tercera Guerra Mundial en 1958, el triunfo de Walter Reuther en las elecciones presidenciales de 1964 en Estados Unidos, que el segundo hijo del primer ministro canadiense Pierre Trudeau y su esposa Margaret sería una niña (fue un niño), y que la Unión Soviética pondría el primer hombre en la Luna.

## Muerte
Dixon sufrió un infarto y falleció en el Sibley Memorial Hospital en Washington D. C. el 25 de enero de 1997.
Muchas de las posesiones de Dixon terminaron en manos de Leo M. Bernstein, un investigador y banquero de Washington D. C., entre cuyos clientes estaba Dixon. En 2002 abrió el "Jeane Dixon Museum and Library" en Strasburg, Virginia, para exhibir las propiedades de la vidente. Bernstein murió en 2008. En julio de 2009, las posesiones fueron subastadas.